# Intel 8008
El Intel 8008 (i8008) es un microprocesador diseñado y fabricado por Intel que fue lanzado al mercado el 1 de abril de 1972. Codificado inicialmente como 1201, fue pedido a Intel por Computer Terminal Corporation para usarlo en su terminal programable Datapoint 2200, pero debido a que Intel terminó el proyecto tarde y a que no cumplía con las expectativas de Computer Terminal Corporation, finalmente no fue usado en el Datapoint 2200. Posteriormente Computer Terminal Corporation e Intel acordaron que el i8008 pudiera ser vendido a otros clientes.
El conjunto de instrucciones del i8008 y de todos los procesadores posteriores de Intel está fuertemente basado en las especificaciones de diseño de Computer Terminal Corporation.
El i8008 emplea direcciones de 14 bits, pudiendo direccionar hasta 16 KB de memoria. El circuito integrado del i8008, limitado por las 18 patillas de su encapsulado DIP, tiene un bus compartido de datos y direcciones de 8 bits, por lo que necesita una gran cantidad de circuitería externa para poder ser utilizado. El i8008 puede acceder a 8 puertos de entrada y 24 de salida.
Aunque un poco más lento que los microprocesadores Intel 4004 e Intel 4040 de 4 bits en cuanto a la cantidad de millones de instrucciones por segundo ejecutadas, el hecho de que el i8008 procesara 8 bits de datos al tiempo y de que pudiera acceder a mucha más memoria hacen que el i8008 sea en la práctica unas tres o cuatro veces más rápido que sus predecesores de 4 bits.
El i8008 era un diseño aceptable para utilizarlo como el controlador de un terminal, pero no para el resto de tareas, por lo que pocos ordenadores se basaron en él. La mayoría de los ordenadores de la época emplearon el mejorado Intel 8080.

## Diseñadores

Microarquitectura del Intel 8008

- CTC (Conjunto de instrucciones y arquitectura): Victor Poor y Harry Pyle.
- Intel (Implementación en silicio):

- Marcian "Ted" Hoff y Stan Mazor y Larry Potter (Científico en jefe de IBM) propuso una implementación en un chip sencillo de la arquitectura CTC, usando memoria RAM de registro en lugar de memoria de desplazamiento de registro, y también añadió algunas instrucciones y el mecanismo de interrupciones.
- Federico Faggin se convirtió en el líder del proyecto desde enero de 1971, después de que fuera suspendido -sin progreso- por cerca de 7 meses. La larga interrupción fue causada por la falta de una metodología de diseño “random logic” con “silicon gate” en Intel. Faggin, después de haber creado la metodología de diseño para el 4004, se hizo cargo del 8008 y encabezó el proyecto   hasta su terminación en abril de 1972.
- Hal Feeney, el ingeniero de proyecto que hizo el detalle del diseño lógico, diseño de circuito, y la distribución física bajo la supervisión de Faggin, empleando la misma metodología de diseño con que Faggin desarrolló originalmente el microprocesador Intel 4004 y utilizando los circuitos del 4004.